# NGC 4732
NGC 4732 este o liner situată în constelația Ursa Mare. A fost descoperită în 26 aprilie 1789 de către William Herschel.